# Ōi, Fukui
Ōi (japanska: おおい町?, Ōi-chō), även transkriberat som Ohi, är en  landskommun (köping) i Fukui prefektur i Japan. 
I kommunen ligger Ōi kärnkraftverk.